# Vimmersbøl
Vimmersbøl (dansk) eller Wimmersbüll (tysk) er en landsby beliggende umiddelbart vest for Sønder Løgum i det nordvestlige Sydslesvig. Administrativt hører Vimmersbøl under Sønder Løgum Kommune i Nordfrislands kreds i den nordtyske delstat Slesvig-Holsten. I kirkelig henseende hører landsbyen til Sønder Løgum Sogn. Sognet lå i Kær Herred (Tønder Amt, Sønderjylland), da området tilhørte Danmark.
Vimmersbøl er første gang nævnt 1492 (Rep. dipl. 2, 8516). Forleddet er gengivelse af et mandsnavn Wigmar, som findes i oldnordisk og muligvis også i olddansk. Efterleddet er -bøl. Navnet kan også være af nordfrisisk herkomst. På jysk skrives navnet Wemmesbøl.
Landsyben er stationsby på Nibøl-Tønder-strækningen. Syd for Vimmersbøl ligger nabobyen Humtrup.